# Social- og Boligstyrelsen
Social- og Boligstyrelsen är en myndighet i Danmark som ansvarar för social- och bostadspolitik. Dess huvudkontor ligger i Odense. Organisationen ligger under Social- og Boligministeriet. Myndigheten bildades 2001 under namnet Institut for Pensions- og Ældrepolitik. Den bytte sedan namn 2003 (till Styrelsen for Social Service), 2007 (till Servicestyrelsen) och 2012 (till Socialstyrelsen) innan den 2022 fick sitt nuvarande namn.
Inom det sociala området omfattar dess ansvarsområden: barn och unga, funktionshinder och utsatta grupper. Inom bostads- och byggområdet ska myndigheten bidra till en väl fungerande bostadsmarknad och ett tryggt, effektivt och hållbart byggande.